# Elaeagnus pingnanensis
Elaeagnus pingnanensis — вид квіткових рослин з родини маслинкових (Elaeagnaceae). Поширення: Китай (Гуансі).

## Середовище
Населяє береги струмків; на висотах приблизно 500 метрів.

## Біоморфологічна характеристика
Це в'юнкий вічнозелений кущ. Колючки відсутні; гілки вигнуті, сірувато-чорні; молоді гілки коричневі, неясно тригранні, густо лускаті; рубці від бруньок часто помітні. Ніжка листка червонувато-коричнева, 10–15 мм; листова пластинка яйцеподібна або еліптична, 6–9 × 3–5 см, зверху блискуча, спочатку з коричневими лусками, потім ± гола, бічні жилки 6–8 з кожного боку середньої жилки, під кутом 60° до неї, помітні на обох поверхнях, основа округла або широко клиноподібна, край злегка загнутий або хвилястий, верхівка тупо загострена. Квітки 3–7 на пазушних пагонах 2–5 мм. Квітконіжка міцна, 4–7 мм. Чашечка жовтувата, зовні з щільними сріблястими лусками та рідкіснішими червонувато-коричневими лусками; трубка широко дзвонова, злегка 4-гранна після висихання, 8–9 мм, 5–6 мм у діаметрі; частки широко трикутні, 4–5 мм, всередині з білими зірчастими волосками/глибоко розділеними лусками, верхівка тупо загострена.